# Göran Marström
Göran Simon Marström (* 12. Oktober 1942 in Åtvidaberg) ist ein ehemaliger  schwedischer Segler.

## Erfolge
Göran Marström, der für den Linköpings Jolleseglarklubb segelte, nahm an den Olympischen Spielen 1980 in Moskau mit Jörgen Ragnarsson in der Bootsklasse Tornado teil. Mit 33,7 Gesamtpunkten schlossen sie die Regatta hinter den brasilianischen Olympiasiegern Lars Sigurd Björkström und Alexandre Welter und dem dänischen Duo Peter Due und Per Kjærgaard Nielsen auf dem dritten Platz ab und erhielten damit die Bronzemedaille. Bei drei weiteren Olympiateilnahmen startete Marström in der Tornado-Klasse jeweils mit verschiedenen Partnern: 1984 belegte er in Los Angeles mit Krister Söderqvist den zehnten Platz, vier Jahre darauf in Seoul wurde er mit Karl Strandman Zwölfter und die Olympischen Spiele 1992 in Barcelona beendete er mit Stefan Rahm auf Rang 18.